# Raionul Oleșkî
Oleșkî (în ucraineană Олешківський район, transliterat: Oleșkivskîi raion) este un raion în regiunea Herson, Ucraina. Reședința sa este orașul Oleșkî.

## Demografie
Componența lingvistică a raionului Oleșkî
     Ucraineană (82,12%)
     Rusă (16,74%)
     Alte limbi (0,43%)
Conform recensământului din 2001, majoritatea populației raionului Oleșkîera vorbitoare de ucraineană (82,12%), existând în minoritate și vorbitori de rusă (16,74%).